# Поплавська-Сукачова Генрієтта Іполітівна
Генрієтта Іпполітовна Поплавська (у шлюбі Поплавська-Сукачова) (1885, м. Одеса–1956, м. Москва) - українська геоботанік, еколог, доктор біологічних наук, професор. Похована на Введенському кладовищі у м. Москва у 1956 році.

## Дослідження
Закінчивши Стебутовські вищі сільськогосподарські жіночі курси, Генрієтта Поплавська першу свою наукову роботу опублікувала в 1908 році. Ця робота була першим в Російській імперії дослідженням угруповань лугової рослинності за новою на той час фітоценологічною методикою, що пізніше отримала повсюдне поширення. 
У 1909-1913 роках Поплавська брала участь в експедиціях переселенського управління (спільно з чоловіком Володимиром Сукачовим) в віддалені важкодоступні райони Забайкалля. Ці експедиції досліджували степи на північ від Нерчинска, басейни річок Амазар (притока Амура), Чорний Урюм, Горбічанка. Ці малонаселені території, розташовані на кордоні з Китаєм на схід від Чити і Нерчинска, навіть тепер не мають дорожньої мережі, крім Транссибірської залізниці. Результатами цих експедицій з'явилися роботи по степовій і передгольцевій рослинності Забайкалля, опубліковані в 1912-1914 і 1916 роках. Поплавська встановила кілька різновидів рослин, екологічно пов'язаних з гольцями (1912). На підставі зібраного гербарію нею був складений зведений список осок Забайкалля (1914). 
У 1914 Поплавська з чоловіком відвідали північно-східне узбережжя Байкалу і зібрали відомості про флору і рослинності майбутнього Баргузинского заповідника. Вивчаючи флору і рослинність околиць Байкалу, Поплавська звернула увагу на екологічну специфіку рослин, що виникає під впливом озера Байкал. Цим було покладено початок вивченню екотипів рослин. Питання про екотип зробив значний внесок в уявлення про еволюцію рослин. 
Ще в довоєнні роки Поплавська зі студентами почала польові дослідження анатомічної структури листа і водного режиму рослин хибинської тундри. Дані роботи були проведені у зв'язку з тепловими та водними умовами проживання. Такі дослідження в природних співтовариствах отримали назву експериментально-екологічних, а згодом - еколого-фізіологічних.  
Поплавська провела детальний фітоценологічний аналіз рослинності заповідного степу в Асканії-Нові. Вона зробила першу спробу класифікації компонентів рослинного покриву по їх ролі в громадах рослин (система фітоценотипів), що дозволило успішно обговорювати питання взаємовідносин між рослинами. 
Також Поплавська-Сукачова вивчала флору гірського Криму, головним чином в Кримському заповіднику. Вона описала тут кілька нових для науки видів рослин, встановила специфічність кримського бука, експериментально вивчала екотипи рослин, з'ясовувала закономірність складу, будовк і розподіл рослинних угруповань, широко застосовувала нові методи дослідження (експерименти, варіаційно-статистичні методи та ін.). Її роботи з екології рослин і фітоценології Кримських гір були відправними для всіх подальших ботанічних дослідженнях цього району і зразковими для досліджень інших районів. 
У Ленінградському університеті Поплавська працювала на кафедрі геоботаніки з 1930 до 1941 р. (пізніше, після переїзду в Москву, вона працювала в Московському університеті). Як викладач вона відрізнялася умінням поєднувати викладання з дослідницькою роботою в області екології рослин, використовувати при підготовці лекцій дані власних досліджень, залучати студентів до участі в науковій роботі. Вперше викладання екології рослин стало супроводжуватися лабораторними експериментальними роботами учнів.Під керівництвом Генрієтти Поплавської був організований ряд студентських експедицій для екологічного вивчення рослин в природних умовах, із застосуванням точних еколого-фізіологічних і морфологічних методів. 
Поплавська була творчинею спецкурсу «Екологія рослин» для студентів Ленінградського університету. Потім нею було складено перший в Росії університетський підручник з цього курсу, який витримав кілька перевидань.